# Manettia hirtella
Manettia hirtella är en måreväxtart som beskrevs av Martin Martens och Henri Guillaume Galeotti. Manettia hirtella ingår i släktet Manettia och familjen måreväxter. Inga underarter finns listade i Catalogue of Life.